# Croix de Croas-Gwenn
La croix de Croas-Gwenn est située à Pleumeur-Gautier en France.

## Localisation
La croix est située sur la commune de Pleumeur-Gautier, route de Lezardieux, dans le département des Côtes-d'Armor en région Bretagne.

## Description
La croix a été érigée en 1755 pour conjurer la peste. Elle représente plusieurs scènes de la Passion.

## Historique
La croix est inscrite au titre des monuments historiques par arrêté du 22 décembre 1927.